# Aïchatou Mindaoudou

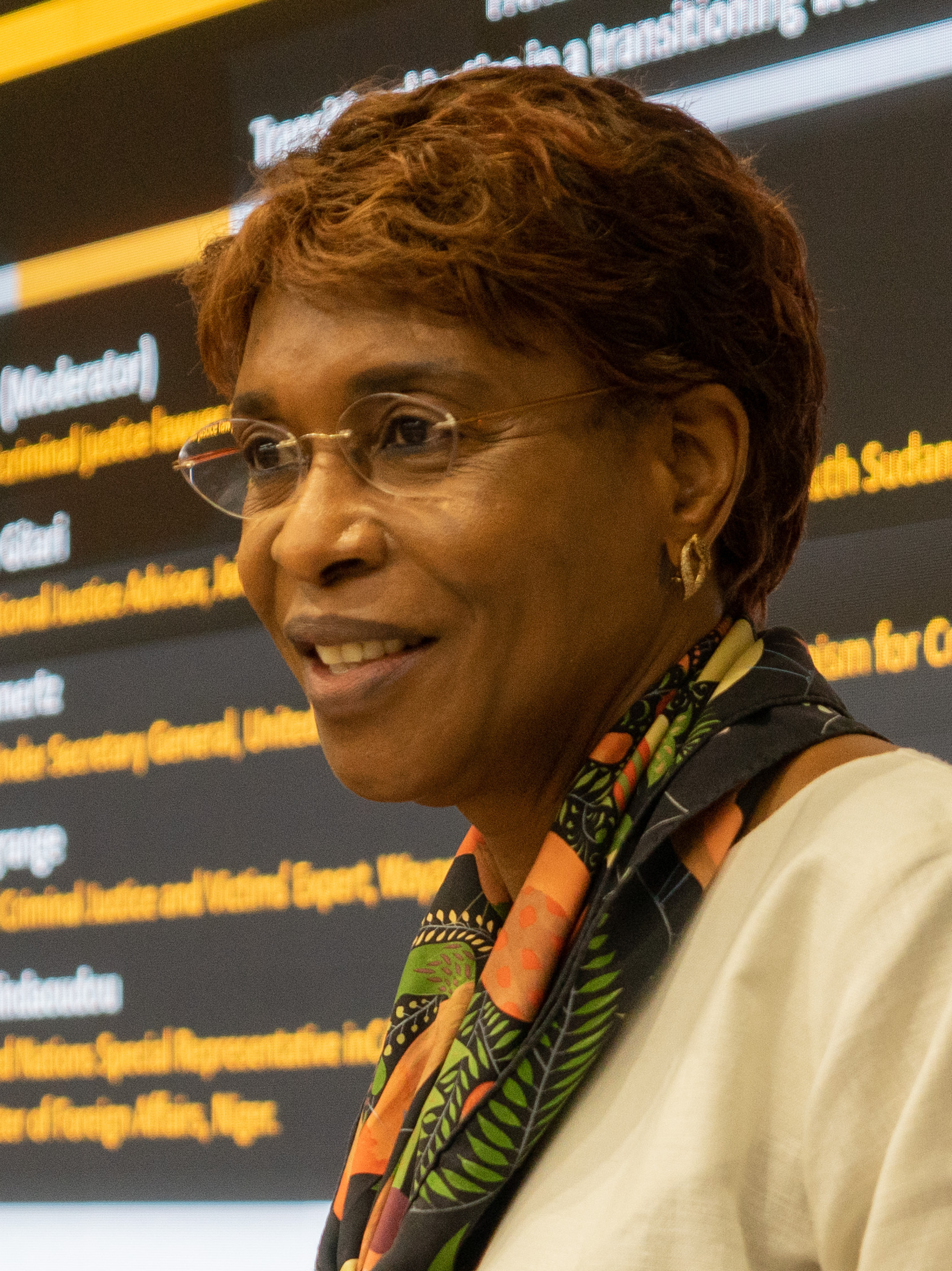
Aïchatou Mindaoudou (2023)

Dodo Aïchatou Mindaoudou Souleymane (* 14. Oktober 1959 in Niger) ist eine nigrische Juristin, Politikerin und Diplomatin. Sie war von 1999 bis 2000 und von 2001 bis 2011 Außenministerin Nigers. Seit 2013 ist sie UN-Sonderbeauftragte bei der Operation der Vereinten Nationen in der Elfenbeinküste (ONUCI).

## Leben
Aïchatou Mindaoudous Familie stammt aus der Stadt Zinder. Mindaoudou machte einen Bachelor und Master in Völkerrecht an der Universität Abidjan und schrieb 1991 eine Dissertation in Völkerrecht an der Universität Panthéon-Sorbonne in Paris. Sie lehrte zunächst Rechtswissenschaft an der Universität Niamey, nahm an zahlreichen Konferenzen teil und schrieb als Autorin zu den Themen Frauen, menschliche und wirtschaftliche Entwicklung sowie Privatisierung.
Mindaoudou galt bereits als prominentes Parteimitglied der Nationalen Bewegung der Entwicklungsgesellschaft (MNSD-Nassara), als sie 1995 von Staatspräsident Mahamane Ousmane (CDS-Rahama) zur Ministerin für soziale Entwicklung, Bevölkerung und Förderung der Frauenrechte in der Regierung von Premierminister Hama Amadou (MNSD-Nassara) ernannt wurde. Sie leitete die nigrische Delegation zur UN-Weltfrauenkonferenz 1995 in Peking. Im Januar 1996 wurden Staatspräsident Ousmane und die Regierung von Premierminister Amadou durch einen Militärputsch gestürzt, der Ibrahim Baré Maïnassara an die Macht brachte. Als Baré Maïnassara seinerseits bei einem Militärputsch im April 1999 ums Leben kam, ernannte der Übergangsstaatschef Daouda Malam Wanké Aïchatou Mindaoudou zur Ministerin für äußere Angelegenheiten und Zusammenarbeit in der Übergangsregierung von Premierminister Ibrahim Hassane Mayaki. Die Präsidentschaftswahlen von 1999 wurden von Mamadou Tandja (MNSD-Nassara) gewonnen. In der im Januar 2000 von Staatspräsident Tandja gebildeten Regierung war Mindaoudou nicht mehr vertreten. Das Amt des Außenministers übernahm Nassirou Sabo (MNSD-Nassara).

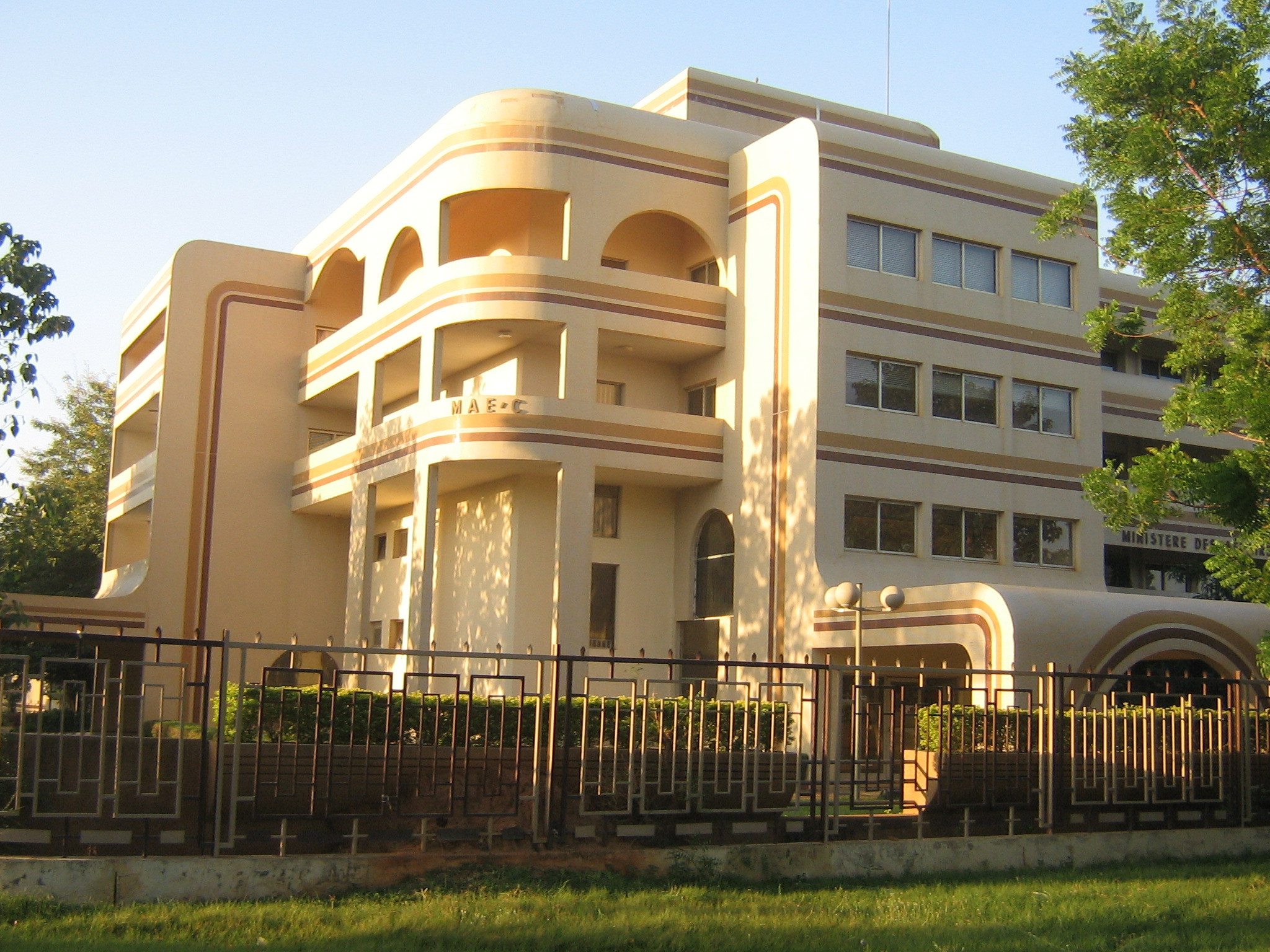
Gebäude des Außenministeriums in Niamey (2007)

Bei einer Regierungsumbildung im September 2001 wurde Mindaoudou wieder Außenministerin, Premierminister war erneut Hama Amadou. Sie vertrat Niger 2005 erfolgreich im Grenzstreit mit Benin um die Insel Lété vor dem Internationalen Gerichtshof in Den Haag. Niger war von 2005 bis 2007 das Vorsitzland der Westafrikanischen Wirtschaftsgemeinschaft (ECOWAS). Während dieser Zeit war Mindaoudou die Vorsitzende des ECOWAS-Ministerrats für Mediation und Frieden und war als solche für die Friedenseinsätze der ECOWAS in der Elfenbeinküste, Guinea-Bissau und Togo zuständig. Premierminister Amadou stürzte 2007 über ein Misstrauensvotum. Mindaoudou, die als enge Vertraute von Staatspräsident Tandja galt, behielt ihr Ministeramt auch in den darauffolgenden Regierungen der Premierminister Seini Oumarou, Albadé Abouba und Ali Badjo Gamatié. Nach dem Sturz von Mamadou Tandja bei einem Militärputsch im Februar 2010 wurde Mindaoudou in der vom Obersten Rat für die Wiederherstellung der Demokratie gebildeten Übergangsregierung kein Ministerposten mehr zur Verfügung gestellt.
Aïchatou Mindaoudou schlug daraufhin eine Laufbahn bei den Vereinten Nationen ein. Im Juni 2011 wurde sie zur stellvertretenden Sonderbeauftragten für politische Angelegenheiten beim Hybriden Einsatz der Afrikanischen Union und der Vereinten Nationen in Darfur (UNAMID) ernannt. Für diese Mission war sie von August 2012 bis März 2013 amtierende Sonderbeauftragte und interimsmäßig Chefvermittlerin. Im Mai 2013 erfolgte ihre Berufung zur UN-Sonderbeauftragten und Leiterin der Operation der Vereinten Nationen in der Elfenbeinküste (ONUCI).
Mindaoudou ist Mutter von zwei Kindern.

## Ehrungen
- Großoffizierin der Ehrenlegion (2006)[6]